# پنچاری
پنچاری (به لاتین: Panchhari) یک منطقهٔ مسکونی در بنگلادش است که در ناحیه کاگراچاری واقع شده‌است. پنچاری ۳۳۴٫۱۱ کیلومتر مربع مساحت و ۲۶٬۳۱۹ نفر جمعیت دارد.